# Adjusted Present Value
Adjusted Present Value (APV) is een methode voor het waarderen van ondernemingen en aandelen die er in eerste aanleg van uitgaat dat de onderneming geheel is gefinancierd met eigen vermogen.
Bij ondernemingen die ook zijn gefinancierd met rentedragend vreemd vermogen levert dat dan een te lage waarde op, omdat de rente op het vreemde vermogen een belastingvoordeel oplevert dat bij de waarde moet worden opgesteld. De rente is een kostenpost die van de belastbare winst wordt afgetrokken. De totale waarde van de onderneming is dan gelijk aan de waarde alsof de onderneming geheel met eigen vermogen is gefinancierd plus de waarde van het belastingvoordeel in verband met de financiering met vreemd vermogen. De waarde van het belastingvoordeel wordt ook wel aangeduid als de waarde van het  tax shield ofwel in gewoon Nederlands de waarde van het belastingschild.
De Adjusted Present Value-methode is een variant van de Discounted cash flow (DCF-methode). Bij de DCF wordt de Weighted average cost of capital gebruikt, dit is een gewogen gemiddelde vermogenskostenvoet van het eigen vermogen en het rentedragende vreemde vermogen.
De APV-methode is in 1974 geïntroduceerd door Stewart C. Myers.